# Flora. Morphologie, Geobotanik, Oekophysiologie
Flora. Morphologie, Geobotanik, Oekophysiologie, (abreujat Flora, Morphol. Geobot. Oekol.), va ser una revista il·lustrada amb descripcions botàniques que va ser editada per la Societat Botànica Regensburgische i es va publicar a Jena entre els anys 1970-1987, durant els quals es va editar elss números 159-179. Va ser precedida per Flora, B i reemplaçada per Flora, Morphol. Geobot. Oekol..